# 全国进步阵线 (叙利亚)
全国进步阵线（阿拉伯语：الجبهة الوطنية التقدمية）是叙利亚的一个历史中的统一战线组织，成立于1972年，由叙利亚执政党阿拉伯复兴社会党—叙利亚地区领导。
叙利亚前总统巴沙尔·阿萨德提供了有限机会让阿拉伯复兴社会党—叙利亚地区以外的政党参与政治活动，《阿拉伯叙利亚共和国宪法》规定，在执行委员会，阿拉伯复兴社会党控制51%的选票，叙利亚人民委员会留给叙利亚全国进步阵线（不包括阿拉伯复兴社会党）一些席位，这些小党派按照法律的要求，接受叙利亚阿拉伯复兴社会党作为领导党。
自1972年起，只有在叙利亚全国进步阵线的政党才能合法参与政治。2012年2月27日叙利亚开放党禁，让其党派变得普遍起来，但是仍不清楚是否要求加入叙利亚全国进步阵线。叙利亚全国进步阵线必须是社会主义或阿拉伯民族主义倾向。2005年，叙利亚社会民族党合法化，是叙利亚全国进步阵线第一个非社会主义、非阿拉伯民族主义政党，这被认为是叙利亚政治更加宽松和开放意识形态的举动，但是库尔德人和亚述人的民族运动继续受到打压，并严格禁止宗教或右翼政党参与政治活动。
在2012年5月的议会选举中，叙利亚社会民族党加入反对党。

## 成员
阿萨德政权垮台前，全国进步阵线有11个成员党：
- 阿拉伯复兴社会党—叙利亚地区
- 叙利亚社会民族党
- 阿拉伯社会主义联盟党
- 叙利亚共产党（巴格达什派）
- 统一叙利亚共产党
- 社会主义统一分子党
- 民族协约党
- 阿拉伯民主联盟党
- 民主社会主义统一分子党
- 阿拉伯社会主义运动
- 社会民主统一分子

此外，还有3个联系组织：
- 工会总联合会（英语：General Federation of Trade Unions (Syria)）
- 农民总联盟（英语：General Union of Peasants）
- 革命青年联盟（英语：Revolutionary Youth Union）